# Cihan Can
Cihan Can (* 1. August 1986 in Istanbul) ist ein türkischer Fußballspieler.

## Karriere

### Verein
Can kam in der türkischen Metropole Istanbul auf die Welt und begann mit dem Vereinsfußball mit dreizehn Jahren in der Jugend von Güngörenspor. Anschließend spielte er für die Jugendmannschaften von Altınovaspor und Galatasaray Istanbul. Im Frühjahr 2003 erhielt er von seinem Verein einen Profi-Vertrag, spielte aber weiterhin drei Jahre lang ausschließlich für die zweite Mannschaft. Ab dem Frühjahr 2006 bis zum Frühjahr 2010 wurde er ständig an Vereine der unteren türkischen Ligen verliehen, u. a. dreimal an den Zweitligisten Gaziantep Büyükşehir Belediyespor.
Zum Frühjahr 2010 löste er seinen Vertrag mit Galatasaray auf und wechselte zum Zweitligisten Gaziantep Büyükşehir Belediyespor.
Zur Saison 2014/15 wechselte Can innerhalb der TFF 1. Lig zu Giresunspor. Nach drei Spielzeiten verließ er den Schwarzmeerklub und zog zum Drittligisten Menemen Belediyespor und eine weitere Saison später zum Drittligisten Keçiörengücü weiter. Mit diesem Verein wurde er Meister in der Saison 2018/19 der TFF 2. Lig und stieg durch diesen Erfolg in die TFF 1. Lig auf.

### Nationalmannschaft
Can durchlief die türkische U-18-, U-19- und die U-20-Nationalmannschaften.

## Erfolge
Mit Keçiörengücü
- Meister TFF 2. Lig und Aufstieg in die TFF 1. Lig: 2018/19